# اتحاد اسلام
اتحاد اسلام نام یکی از مطبوعات استان فارس در دوران قاجاریه است.
این روزنامه از سال ۱۳۴۴ هـ.ق به وسیله حسین پرتو در شیراز به چاپ رسیده است.